# لامين تراوري (لاعب كرة قدم)
لامين تراوري هو رياضي ولاعب كرة قدم مالي، ولد في 21 سبتمبر 1993 في باماكو في مالي. لعب مع الملعب القابسي ونادي وج.